# Benerkulon
Benerkulon is een bestuurslaag in het regentschap Kebumen van de provincie Midden-Java, Indonesië. Benerkulon telt 2545 inwoners (volkstelling 2010).